# SN 2001M
SN 2001M – supernowa typu Ic odkryta 21 stycznia 2001 roku w galaktyce NGC 3240. W momencie odkrycia miała maksymalną jasność 17,50m.